# Bonaventura Bassegoda i Hugas
Bonaventura Bassegoda i Hugas (Barcelona, 5 de febrer de 1954) és un historiador de l'art, net de l'arquitecte Bonaventura Bassegoda i Musté i besnet de l'escriptor i arquitecte Bonaventura Bassegoda i Amigó. Llicenciat en història de l'Art per la Universitat Autònoma de Barcelona el 1976, s'hi doctorà el 1988 amb una tesi sobre Francisco Pacheco, dirigida per Joaquín Yarza Luaces. És catedràtic d'Història de l'Art de la Universitat Autònoma de Barcelona -de la que ha estat vicerector-, on dirigeix la revista "Locus Amoenus", una de les més sòlides de la seva especialitat. Ha treballat a fons la figura del canonge siscentista valencià Vicent Vitoria, pintor gravador i col·leccionista, i ha publicat monografies com El Escorial como museo (2002), editat per un consorci editor de les Universitats catalanes.
Va ser comissari de l'exposició La col·lecció Raimon Casellas. Dibuixos i gravats del Barroc a Modernisme del Museu d'Art de Catalunya (1992), celebrada a Barcelona i a Madrid, fruit de la seva etapa de responsable dels dibuixos i gravats del MNAC. S'ha dedicat intensament a l'estudi del Barroc i especialment del fenomen del col·leccionisme, sobre el que ha dirigit treballs i cursos, com el que es reuní i publicà amb el títol Col·leccionistes, col·leccions i museus (2007).
És el director del projecte Biblioteca Digital d'Història de l'Art Hispànic, especialitzat en la literatura artística de la darreria del segle xix i principis del XX.
El 2011 fou elegit membre numerari de la Reial Acadèmia Catalana de Belles Arts de Sant Jordi. Des de juny de 2017 és membre numerari de la Secció Històrico-Arqueològica de l'Institut d'Estudis Catalans.